# 地铁文化公园

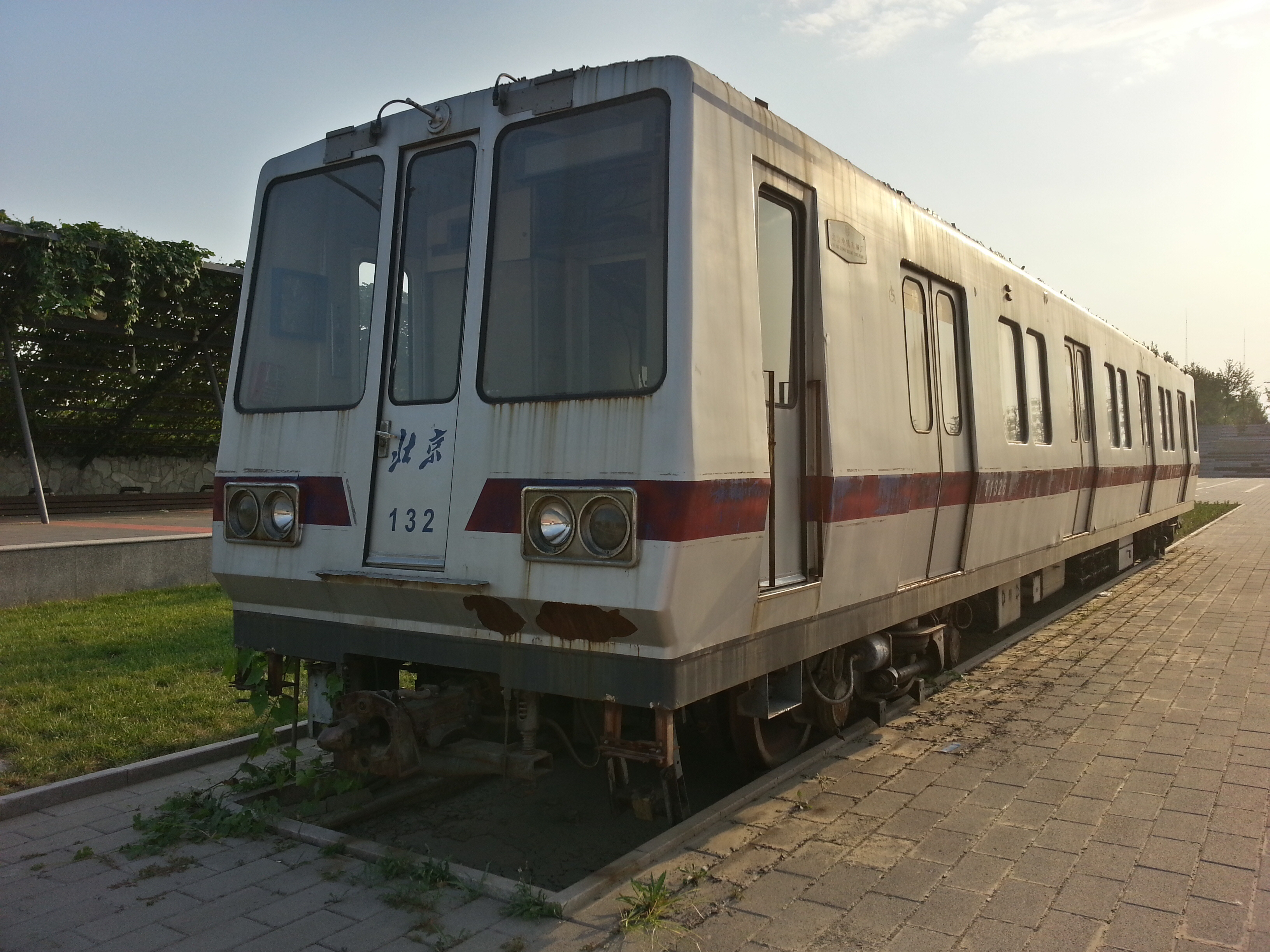
地铁文化公园内的编号为T1326的地铁列车

地铁文化公园，位于北京市大兴区西红门镇，是展示北京地铁文化的公园。

## 简介
2010年11月5日，地铁文化公园向公众免费开放。地铁文化公园南为北京五环路，北邻西红门规划南环路，东邻兴华北路，西为郭公庄路，占地面积19公顷，通过图片、表示墙、机车等展品，展示北京地铁发展历程。地铁文化公园中设有地图广场，展示到2015年的北京市地铁远景规划图。公园中还有被淘汰的老旧机车、盾构及地下管道。
地铁文化公园内种植有大量北京乡土树种及其他花草树木，如银杏、油松、法桐、樱花、火炬树等。
该公园位于北京地铁大兴线西红门站南侧。